# Martin Beck Award
The Martin Beck Award è un premio letterario elargito dalla Accademia svedese degli scrittori di gialli (Svenska Deckarakademin) per i migliori romanzi di genere. È uno dei premi internazionali più prestigiosi.
Il nome del premio deriva dal nome del commissario protagonista della serie di libri degli autori Maj Sjöwall e Per Wahlöö.
| Anno | Vincitore/Vincitrice     | Paese       | Titolo originale Casa editrice, Luogo Anno                                  | Titolo italiano Casa editrice, Anno             |
| 1971 | Julian Symons            | Regno Unito | The 31st of February Gollancz, London 1950                                  | Il 31 Febbraio Mondadori, 2014                  |
| 1972 | Frederick Forsyth        | Regno Unito | The Day of Jackal Hutchinson, London 1971                                   | Il giorno dello sciacallo Mondadori, 1986       |
| 1973 | Richard Neely            | Stati Uniti | The Walter Syndrome McCall, New York 1970                                   |                                                 |
| 1974 | Francis Iles             | Regno Unito | Malice Aforethought. The Story of a Commonplace Crime Mundanus, London 1931 | L'omicidio è un affare serio Polillo, 2008      |
| 1975 | Cornell Woolrich         | Stati Uniti | Rendezvous in Black Rinehart, New York 1948                                 | Appuntamenti in nero Giallo mondadori, 1950     |
| 1976 | John Franklin Bardin     | Stati Uniti | The Last of Philip Banter Dodd, Mead, & Co., New York 1947                  | Requiem per Philip Banter Mondadori, 2009       |
| 1976 | John Franklin Bardin     | Stati Uniti | Devil Take the Blue-Tail Fly Gollancz, London 1948                          |                                                 |
| 1977 | Leslie Thomas            | Regno Unito | Dangerous Davies, the Last Detective Eyre Methuen, London 1976              |                                                 |
| 1978 | Anthony Price            | Regno Unito | Other Paths to Glory Gollancz, London 1974                                  |                                                 |
| 1979 | Brian Garfield           | Stati Uniti | Recoil William Morrow, New York 1977                                        | Boomerang Mondadori, 1981                       |
| 1980 | Ruth Rendell             | Regno Unito | Make Death Love Me Hutchinson, London 1979                                  | La morte mi ama Giallo Mondadori, 1980          |
| 1981 | Sébastien Japrisot       | Francia     | L'été meurtrier Denoël, Paris 1977                                          |                                                 |
| 1982 | Margaret Yorke           | Regno Unito | The Scent of Fear Hutchinson, London 1980                                   | L'intruso del piano di sopra Mondadori, 1987    |
| 1983 | Pierre Magnan            | Francia     | Le Commissaire dans la truffière Fayard, Paris 1978                         | Il commissario nella tartufaia Robin, 2005      |
| 1984 | Len Deighton             | Regno Unito | Berlin Game Hutchinson, London 1983                                         | Gioco a Berlino Rizzoli, 1985                   |
| 1985 | Elmore Leonard           | Stati Uniti | La Brava Arbor House, New York 1983                                         | Dissolvenza in nero Sperling & Kupfer, 1989     |
| 1986 | John le Carré            | Regno Unito | A Perfect Spy Hodder & Stoughton, London 1986                               | La spia perfetta Mondadori, 2001                |
| 1987 | Matti Yrjänä Joensuu     | Finlandia   | Harjunpää ja kiusantekijät Otava, Helsinki 1986                             |                                                 |
| 1988 | Scott Turow              | Stati Uniti | Presumed Innocent Farrar, Straus, Giroux, New York 1987                     | Presunto innocente Mondadori, 1991              |
| 1989 | Anders Bodelsen          | Danimarca   | Mørklægning Gyldendal, Kopenhagen 1988                                      |                                                 |
| 1990 | Ross Thomas              | Stati Uniti | Chinaman's Chance Simon & Schuster, New York 1978                           | Pelican Bay Interno Giallo, 1992                |
| 1991 | Doris Gercke             | Germania    | Weinschröter, du musst hängen Edition Galgenberg, Hamburg 1988              |                                                 |
| 1992 | Manuel Vázquez Montalbán | Spagna      | Los mares del Sur Planeta, Barcelona 1979                                   | I mari del Sud Feltrinelli, 2002                |
| 1993 | Tim Krabbé               | Paesi Bassi | Het gouden ei Bert Bakker, Amsterdam 1984                                   | Scomparsa Anabasi, 1993                         |
| 1994 | Maarten 't Hart          | Paesi Bassi | Het woeden der gehele wereld Arbeiderspers, Amsterdam 1993                  | Le furie del mondo intero Longanesi, 1999       |
| 1995 | Scott Smith              | Stati Uniti | A Simple Plan Alfred A. Knopf, New York 1993                                | Un piano semplice BUR Rizzoli, 2007             |
| 1996 | David Guterson           | Stati Uniti | Snow Falling on Cedars Harcourt Brace, New York 1994                        | La neve cade sui cedri Corbaccio, 2005          |
| 1997 | Barry Unsworth           | Regno Unito | Morality Play Hamish Hamilton, London 1995                                  | Lo spettacolo della vita Frassinelli, 1997      |
| 1998 | Mary Willis Walker       | Stati Uniti | Under the Beetle's Cellar Doubleday, New York 1995                          |                                                 |
| 1999 | Iain Pears               | Regno Unito | An Instance of the Fingerpost Jonthan Cape, London 1997                     | La quarta verità Tea, 2007                      |
| 2000 | Thomas H. Cook           | Stati Uniti | The Chatham School Affair Bantam Books, New York 1996                       | Il mistero della Chatham School Mondadori, 1998 |
| 2001 | Peter Robinson           | Regno Unito | In a Dry Season Avon Twilight, New York 1999                                |                                                 |
| 2002 | Karin Fossum             | Norvegia    | Svarte sekunder Cappelen, Oslo 2002                                         |                                                 |
| 2003 | Ben Elton                | Regno Unito | Dead Famous Bantam, London 2001                                             |                                                 |
| 2004 | Alexander McCall Smith   | Zimbabwe    | The Number One Ladies' Detective Agency Polygon, Edinburgh 1998             | Precious Ramotswe, detective Tea, 2013          |
| 2005 | Arnaldur Indriðason      | Islanda     | Röddin Vaka-Helgafell, Reykjavík 2002                                       | La voce Guanda, 2008                            |
| 2006 | Philippe Claudel         | Francia     | Les Âmes Grises Stock, Paris 2003                                           | Le anime grigie Ponte alle Grazie, 2004         |
| 2007 | Thomas H. Cook           | Stati Uniti | Red Leaves Harcourt, San Diego 2005                                         | Foglie rosse Mondadori, 2006                    |
| 2008 | Andrea Maria Schenkel    | Germania    | Tannöd Nautilus, Hamburg, 2006                                              | La fattoria del diavolo Giunti, 2008            |
| 2009 | Andrew Taylor            | Regno Unito | Bleeding Heart Square Hyperion, New York, 2009                              |                                                 |
| 2010 | Deon Meyer               | Sudafrica   | Devil's Peak Hodder & Stoughton, London 2007                                | Afrikaan Blues Mondadori, 2007                  |
| 2011 | Denise Mina              | Regno Unito | The End of the Wasp Season Orion Books, London 2011                         |                                                 |
| 2012 | Peter Robinson           | Regno Unito | Before of the Poison William Morrow, London 2012                            |                                                 |
| 2013 | Dror Mishani             | Israele     | Tik ne'edar Keter, Jerusalem 2011                                           | Un caso di scomparsa Guanda, 2013               |
| 2014 | Jørn Lier Horst          | Norvegia    | The Hunting dogs Gyldendal, Oslo 2012                                       |                                                 |
| 2015 | Nic Pizzolatto           | Stati Uniti | Galveston Scribner, New York 2010                                           | Galveston Mondadori, 2010                       |
| 2016 | Ray Celestin             | Regno Unito | The Axeman's Jazz                                                           |                                                 |
| 2017 | Ane Riel                 | Danimarca   | Harpiks Tiderne Skifter, Copenaghen 2015                                    | Resina Guanda, 2019                             |
| 2018 | Thomas Mullen            | Stati Uniti | Darktown 37 Ink/Atria Books, New York 2016                                  | La città è dei bianchi Rizzoli, 2019            |
| 2019 | Jane Harper              | Regno Unito | The Lost Man Pan Macmillan Australia, Sydney 2018                           | L'uomo perduto Bompiani, 2020                   |
| 2020 | Deon Meyer               | Sudafrica   | The Last Hunt Hodder & Stoughton, Londra 2019                               | L'ultima caccia Edizioni e/o, 2021              |
| 2021 | Guillaume Musso          | Francia     | La jeune fille et la nuitt Calmann-Lévy, Parigi 2018                        | La ragazza e la notte La nave di Teseo, 2018    |